# Lista de bandeiras haitianas
Esta é uma lista de bandeiras usadas no Haiti.

## Bandeira nacional
| Bandeira | Data                 | Uso                                                                                           | Descrição |
| -------- | -------------------- | --------------------------------------------------------------------------------------------- | --- |
|          | 1625-1790            | Bandeira de São Domingos                                                                      | A coroa representa o Reino de França. |
|          | 1791-1798            | Bandeira de São Domingos                                                                      | O Marquês de Caradeu, com supostos poderes da Assembleia Francesa, estabeleceu o seu poder na ilha. Sua bandeira foi " usada para toda a nação." |
|          | 1798-1803            | Bandeira de São Domingos                                                                      | O tricolor bandeira do Primeira República Francesa foi adoptada em 1798 por Toussaint Louverture após o Revolução Francesa. |
|          | 1803                 | Bandeira revolucionária de São Domingos                                                       | Jean Jacques Dessalines, chefe dos rebeldes negros, e Alexandre P, líder dos mulatos, decide em 1803 parar de lutar ao lado dos franceses. Em 18 de Maio de 1803, Dessalines remove a faixa branca da bandeira francesa e tem seu parente, Catherine Flon, costure as faixas azul e vermelha para formar a primeira bandeira haitiana que simboliza a aliança entre negros e mulatos. Dessalines ordena que as palavras Libert ou la mort (Liberdade ou morte), ser inscrita na bandeira. |
|          | 1804                 |                                                                                               | A primeira bandeira da República. Os generais da revolução decidiram mudar a bandeira para que as faixas fossem horizontais. |
|          | 1804-1806            | Bandeira do Império do Haiti.                                                                 | Bandeira do Primeiro Império, usada por Jean Jacques Dessalines que se proclamou imperador sob o nome de Jacques I. ele adotou uma nova bandeira em 20 de Maio de 1805: a faixa azul foi alterada para Preta para simbolizar morte (preto) e liberdade (vermelho). |
|          | 1806-1811            | Bandeira do Estado do Haiti                                                                   | Bandeira do Estado do Norte, utilizada pelo presidente Henri Christophe, que adoptou as bicolores da bandeira do Revolução Haitiana. |
|          | 1811–1814            | Bandeira do Reino do Haiti                                                                    | |
|          | 1814–1820            | Bandeira do Reino do Haiti                                                                    | Bandeira do Reino do Norte, utilizada por Henri Christophe que se proclamou rei, sob o nome de Henrique I, que manteve a bandeira imperial de Dessalines invertendo cores de vermelho na talha e preto na mosca com, no centro, acrescentando um escudo com uma fênix sob Cinco Estrelas de cinco pontas, todas em ouro sobre fundo azul; o escudo trazia uma coroa e a inscrição latina, Ex Cinerebus Nascitur.                                                                          |
|          | 1820-1849, 1859-1964 | Bandeira do Unificação de Hispaniola e a bandeira do Primeira República Haitiana (1859–1964). | A bandeira bicolor de 1804, revertida para uso por Alexandre P para representar a república, ao mesmo tempo que adota o brasão de armas no centro com a inscrição, L'Union fait la force (a unidade faz força). |
|          | 1849–1859            | Bandeira do Império do Haiti                                                                  | Uma tentativa de restaurar a bandeira preta e vermelha que foi feita em 1844 falhou. Em 1847, Faustin Soulouque foi eleito Presidente e em 1849 proclamou-se imperador sob o nome de Faustin I, que manteve a faixa azul e vermelha, mas mudou o brasão com o seu próprio em representação do seu governo monárquico. |
|          | 1964–1986            | Bandeira do Haiti utilizada pelo Duvaliers                                                    | A nova Constituição sob Duvalier retorna à bandeira preta e vermelha usada pela primeira vez por Dessalines, embora o brasão permaneça, mas com modificações de cor em vez do azul, com preto. |
|          | 1986-presente        | Bandeira do Haiti                                                                             | Ver bandeira anterior. |

## Bandeiras civis
| Bandeira | Data                     | Uso             | Descrição |
| -------- | ------------------------ | --------------- | --------- |
|          | 1820-1964, 1986-presente | Bandeira civil. |           |
|          | 1964-1986                | Bandeira civil. |           |

## Bandeiras militares
| Bandeira | Data | Uso                                 | Descrição |
| -------- | ---- | ----------------------------------- | --- |
|          |      | Alferes da Guarda Costeira Haitiana | Bandeira da guarda costeira baseada nas cores haitianas com o emblema da Guarda Costeira Haitiana no cantão. |